# Résidence Altana
La Résidence Altana est ensemble de deux gratte-ciels de logements situés dans le quartier d'affaires de La Défense près de Paris, en France (précisément à Nanterre). Inaugurés en juillet 2019, la plus haute tour mesure 45 mètres de haut.
Ils comptent environ 128 logements.